# Sara Cranen
Sara Cranen (geboren um 1565 in Antwerpen; gestorben 12. Mai 1637 in Amsterdam) war eine niederländische Seidenhändlerin.

## Leben
Sara Cranen wurde um 1565 in Antwerpen geboren. Sie war die älteste Tochter des Knopfmachers Peter Cranen (gestorben vor 1585) und Clementia Haussart (gestorben vor 1612). Ihr Vater war vermutlich auch als Reeder tätig. Im Jahr 1570 wurde er auf einer Liste als Anhänger der verbotenen Wiedertäufer geführt und ein Jahr später aus der Stadt verbannt. Mit seinen ältesten Kindern, zu denen auch Sara Cranen gehörte, floh er nach Köln, während ihre Mutter hochschwanger in Antwerpen zurückblieb. Ihre Mutter soll zu dem Zeitpunkt noch immer Katholikin gewesen sein, dennoch wurde sie verhaftet und erst nachdem sie eines ihrer Kinder römisch-katholisch taufen ließ und versprach, der Mutterkirche treu zu bleiben, soll sie freigelassen worden sein. Anschließend folgte sie mit ihren beiden Jüngsten ihrem Mann und den ältesten Kindern und schloss sich der Mennonitengemeinde in Köln an. Er muss einige Jahre später gestorben sein, denn 1585 scheint Saras Mutter Anton Wills aus Köln geheiratet zu haben.
Sara Cranen heiratete um 1585 in Köln den ebenfalls aus Antwerpen stammenden Witwer, Hutmacher und Seidenhändler Joost van den Vondel (ca. 1559–1608). Auch er gehörte der Mennonitengemeinde in Köln an. Aus dieser Ehe gingen 4 Töchter und 3 Söhne hervor, von denen 2 jung verstarben. Zusammen mit Saras Mutter und Stiefvater lebten sie gemeinsam in einem Haus. Die Tochter Clementia wurde 1586 geboren und ein Jahr später, am 17. November 1587 ihr Sohn Joost, der spätere Dichter und Dramatiker. Nach einiger Zeit zog die Familie in das Haus De Dulden Wagen, dort wurde 1594 ihre Tochter Sara geboren. Die Mennoniten wurden 1595 aufgefordert die Stadt zu verlassen und Sara Cranen floh mit ihrem Mann und den drei kleinen Kindern. Über Frankfurt, Bremen, Emden, Delfzijl und Utrecht kam die Familie im Winter 1596/97 nach Amsterdam. In dieser Zeit bekam Sara Cranen zwei weitere Kinder, die beide jung starben und 1602 und 1603 bekam sie die Kinder Catharina und Willem. In der Warmoesstraat eröffnete Joost van den Vondel Sr. ein Geschäft für den Verkauf von Hüten und Seidenstoffen.
Nach dem Tod ihres Mannes führte Sara Cranen das Geschäft ihres Mannes fort. Und im Jahr 1610 beteiligte sie Joost Jr. an dem Geschäft, indem sie mit ihm ein Unternehmen gründete. Diese Zusammenarbeit hielt, bis sie 1613 ins englische Viertel Geldersekade von Amsterdam zog. Im Jahr 1615 gründete sie mit ihrer Tochter Clementia, der Witwe des Seidenhändlers Wolff, ein Unternehmen und wurde damit zur Konkurrentin ihres Sohnes Joost. Bis zu ihrem Tod lebte Sara Cranen bei ihrer ältesten Tochter. Ihr Geschäft lief vermutlich gut, da Mutter und Tochter zeitweise sogar einen Bauernhof in Purmer als Sommersitz besaßen. Jedoch geht aus notariellen Urkunden um ihr Erbe hervor, dass ihr Verhältnis zu ihrem inzwischen berühmten Sohn nicht gut war. In ihrem Testament vom 26. Januar 1634 hielt sie fest, dass er ihr 8.400 Gulden schulde und dass diese Schuld beglichen werden müsse, wenn er Anspruch auf seinen Anteil an ihrem Nachlass haben wolle. Vondel tat dies kurz vor ihrem Tod. Joost van den Vondel bezog sich in seinem Werk nur einmal auf seine Mutter, als er feststellte, dass sie ihm das Niederländische nicht richtig beigebracht habe.
Sara Cranen starb am 12. Mai 1637 in Amsterdam.